# 黃橋禮拜堂

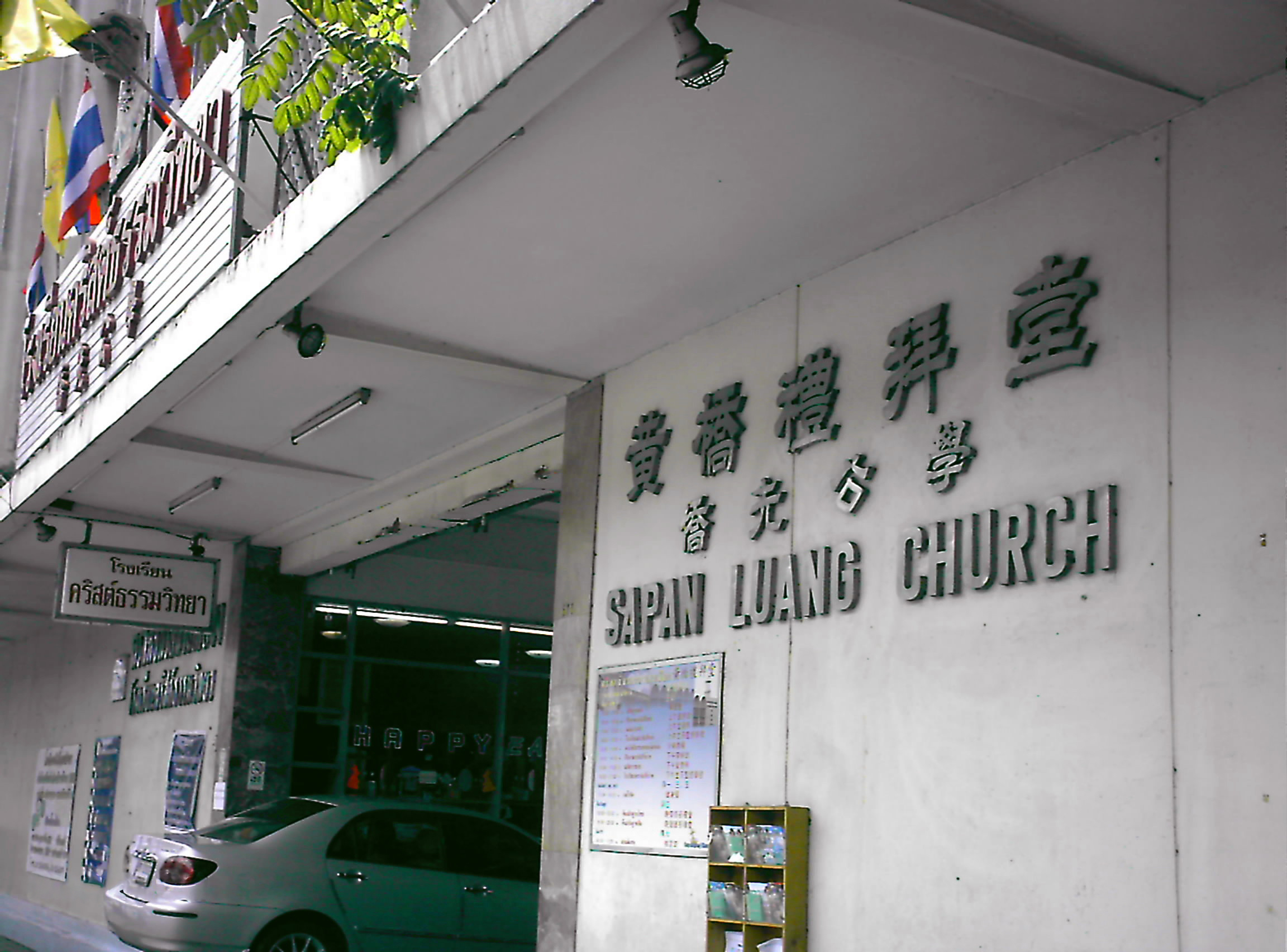
黃橋禮拜堂的大門

黃橋禮拜堂（泰語：อาสนวิหารอัสสัมชัญ；英語：Sapan Luang Church）位於泰國的首都曼谷之挽叻縣的拍喃四路586號，它是泰國的基督新教之教堂。該地點尚有「僑光公學」及「黃僑堂圖書中心」。它提供漢語潮州話及泰語的服務。

## 歷史
黃橋禮拜堂基金會在1967年開設「橋光中學 Thai Christian School」，位置在泰國的首都曼谷之他威宛他那縣的素坤逸路之素坤逸七十一街。四周被叢林包圍，設施包括一個標準游泳池、電腦室、科學實驗室、音樂室、籃球場及足球場。

## 外界連結
- 橋光中學Thai Christian School的官方網站
- 曼谷的主日崇拜時間表